# César 2011

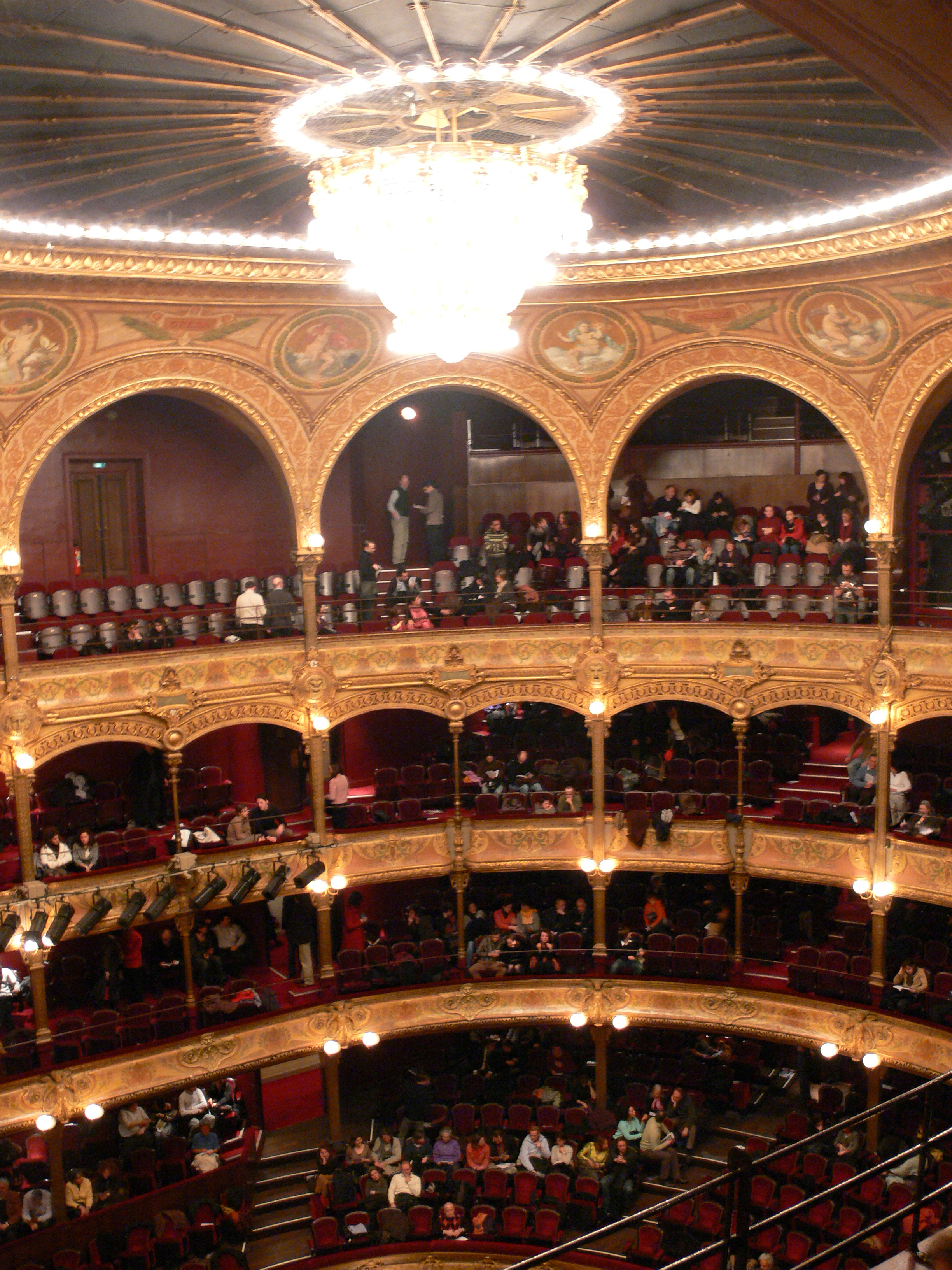
Blick in das Pariser Théâtre du Châtelet, Veranstaltungsort der César-Verleihung

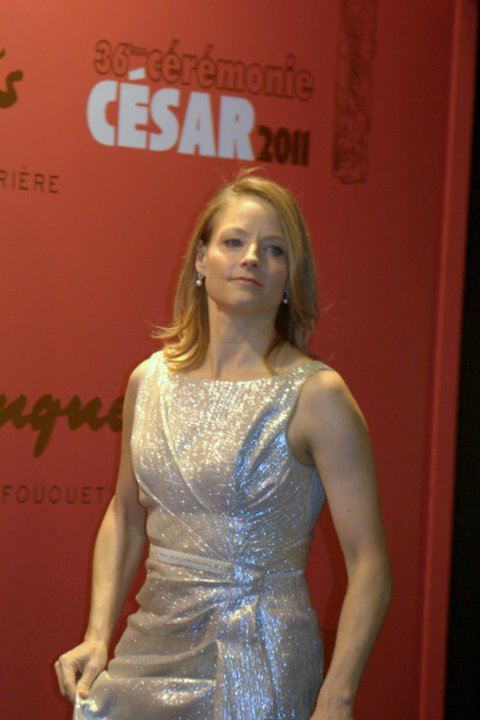
Präsidentin der Preisverleihung: Jodie Foster, die gegenwärtig in Frankreich für die Filmversion von Yasmina Rezas Theaterstück Der Gott des Gemetzels vor der Kamera steht.

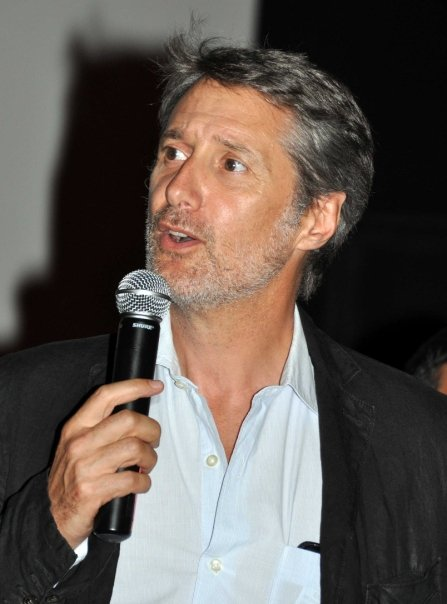
Antoine de Caunes führte als Moderator durch die Preisgala. Er stellte damit den Rekord von Pierre Tchernia ein, der zwischen 1976 und 1982 ebenfalls siebenmal die Verleihung moderiert hatte.

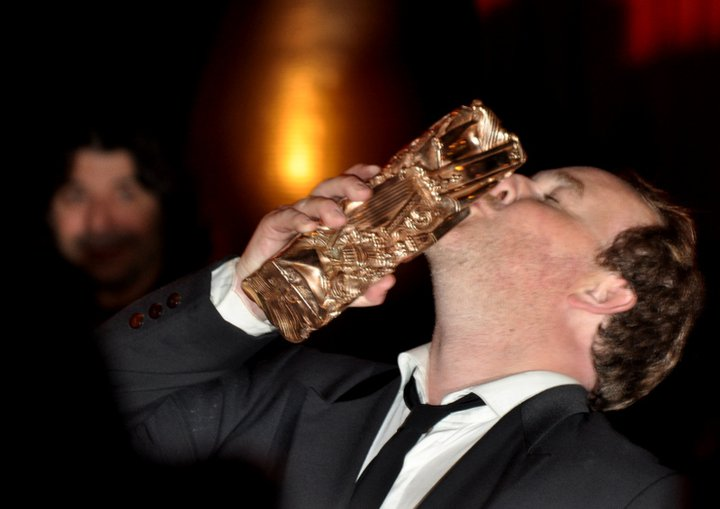
Xavier Beauvois, Regisseur des preisgekrönten Dramas Von Menschen und Göttern mit seinem gewonnenen César

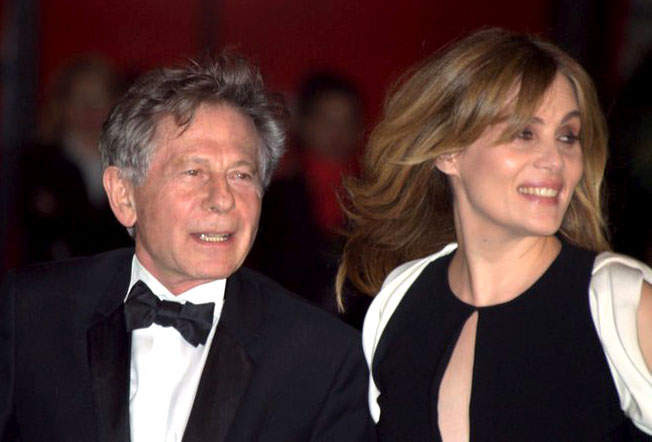
Zum dritten Mal mit dem Regiepreis geehrt: Roman Polański (Der Ghostwriter), hier mit Ehefrau Emmanuelle Seigner

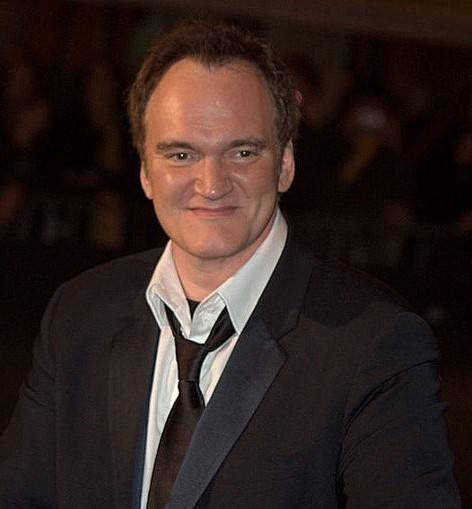
Regisseur und Drehbuchautor Quentin Tarantino wurde mit dem Ehrenpreis für sein Lebenswerk ausgezeichnet – „ein großer internationaler Künstler“, so Alain Terzian, Präsident der Académie des Arts et Techniques du Cinéma.

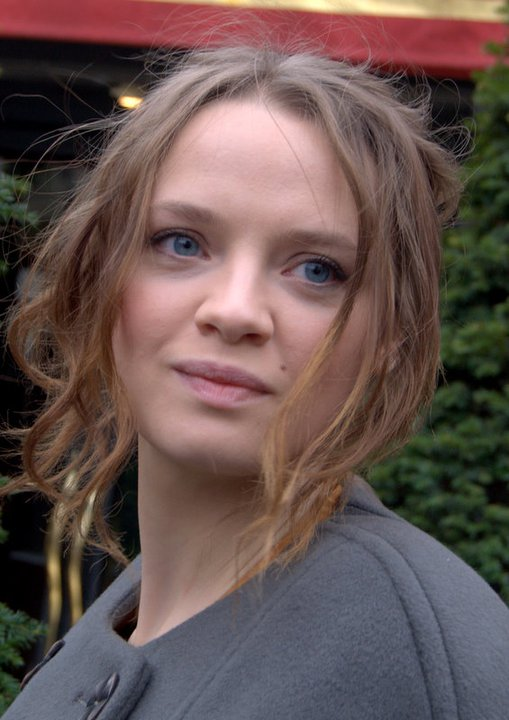
Beste Hauptdarstellerin: Sara Forestier (Der Name der Leute)

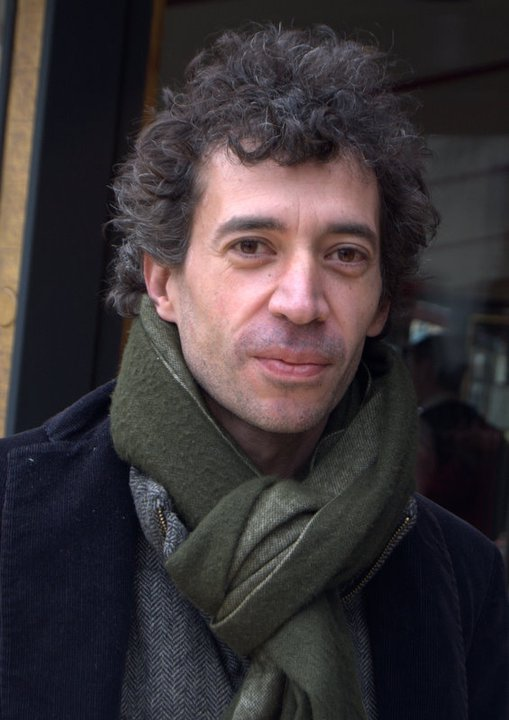
Ausgezeichnet als bester Hauptdarsteller: Éric Elmosnino (Gainsbourg)

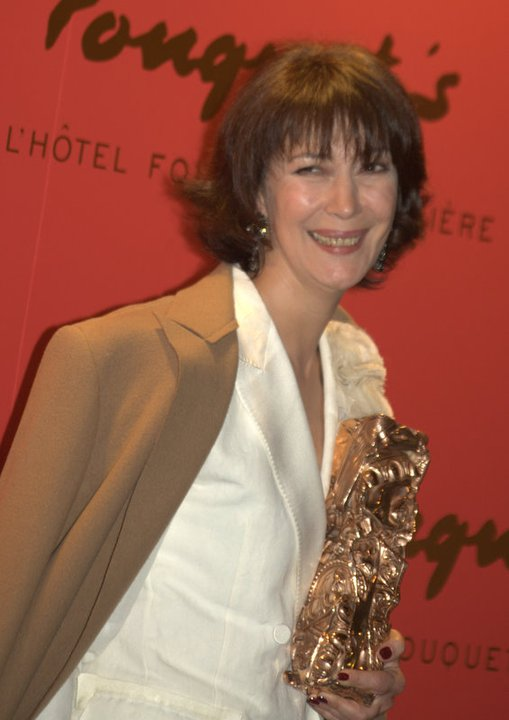
Beste Nebendarstellerin: Anne Alvaro (Der Klang von Eiswürfeln)

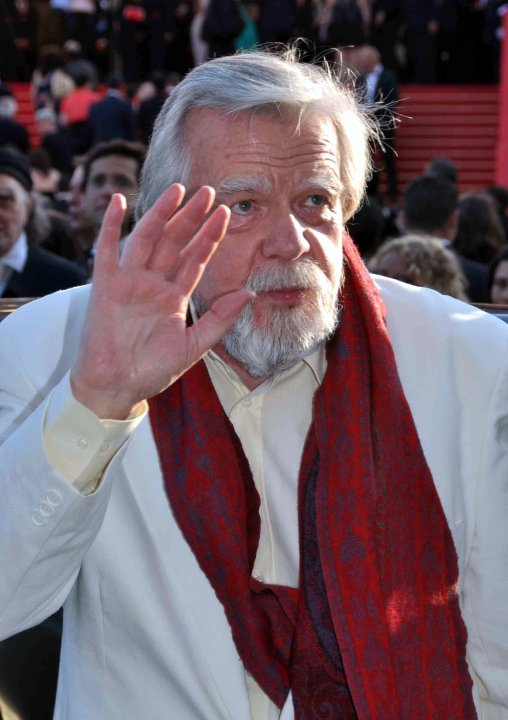
Als bester Nebendarsteller geehrt: Michael Lonsdale (Von Menschen und Göttern)

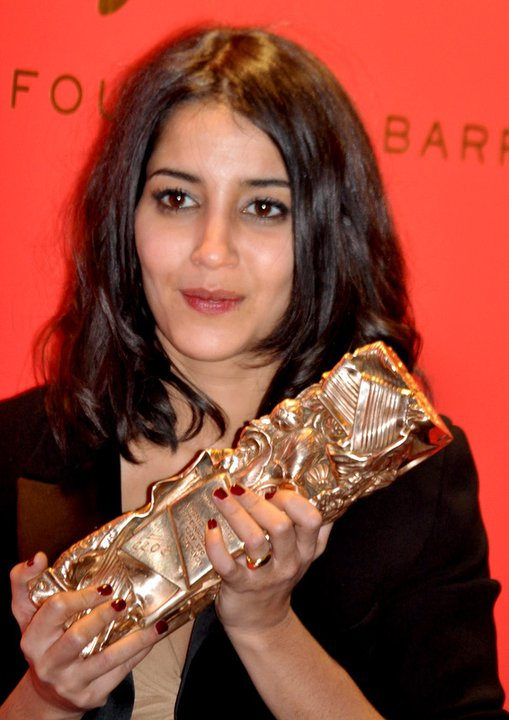
Beste Nachwuchsdarstellerin: Leïla Bekhti (Tout ce qui brille)

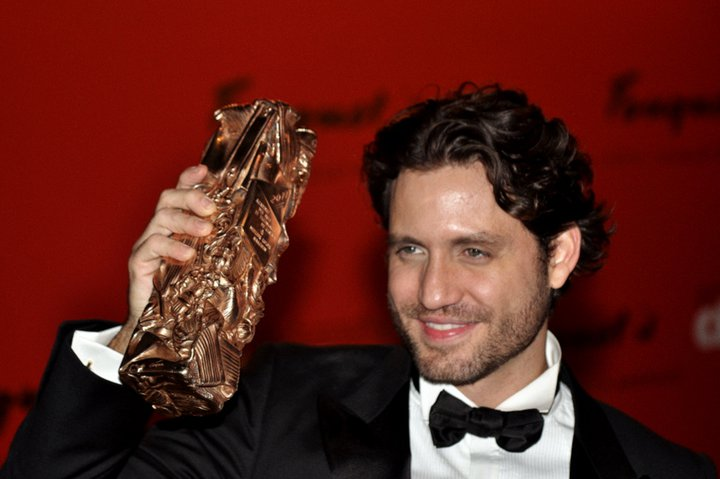
Ausgezeichnet als bester Nachwuchsdarsteller: Édgar Ramírez (Carlos – Der Schakal)

Die 36. César-Verleihung fand am 25. Februar 2011 im Théâtre du Châtelet in Paris statt. Die von der französischen Académie des Arts et Techniques du Cinéma vergebenen Filmpreise wurden in 22 Kategorien verliehen. Den jährlich wechselnden Vorsitz der Gala übernahm 2011 die US-amerikanische Schauspielerin Jodie Foster. Nach Marcello Mastroianni (1993) oblag das Amt damit wieder einem Nicht-Franzosen. Als Gastgeber (maître de cérémonie) durch den Abend führte Antoine de Caunes. Der französische Schauspieler hatte bereits in der Vergangenheit sechsmal die Veranstaltung moderiert.
Die Preisverleihung wurde live vom französischen Fernsehsender Canal+ übertragen. Den jährlich vergebenen Ehrenpreis erhielt der US-amerikanische Regisseur und Drehbuchautor Quentin Tarantino. Hommagen widmeten sich den 2010 verstorbenen Claude Chabrol, der trotz vier Nominierungen den César nie erhalten hatte, sowie dem verstorbenen Schauspieler Bernard Giraudeau und dem inhaftierten iranischen Filmemacher Jafar Panahi. Als Gäste nahmen unter anderem die US-amerikanische Schauspielerin Olivia de Havilland, der französische Kulturminister Frédéric Mitterrand und der frühere französische Premierminister Lionel Jospin an der Veranstaltung teil. Letzterer hatte in der nominierten Komödie Der Name der Leute einen kurzen Gastauftritt absolviert.

## Favorisierte Filme
Die Nominierungen waren am 21. Januar 2011 im Pariser Restaurant Le Fouquet’s an den Champs-Élysées bekanntgegeben worden. Das Jahr 2010 war mit über 206 Mio. Kinobesuchern und einem Marktanteil von 35 Prozent das erfolgreichste seit über 40 Jahren für den französischen Film, so Alain Terzian, Präsident der Académie des Arts et Techniques du Cinéma, welche die Césars vergibt.
Als Favorit auf Frankreichs nationalen Filmpreis galt Xavier Beauvois’ Von Menschen und Göttern. Das Drama mit Lambert Wilson, Michael Lonsdale, Philippe Laudenbach und Jacques Herlin in den Hauptrollen konnte drei seiner elf Nominierungen in Siege umsetzen und gewann die Auszeichnungen für den besten französischen Film des Jahres, für den besten Nebendarsteller (Michael Lonsdale) und die beste Kamera. Erzählt wird vom Schicksal mehrerer Zisterziensermönche, die sich gegen den fundamentalistischen Terror in Algerien stellen und dafür mit dem Leben bezahlen. Der Film, der auf einer wahren Begebenheit basiert, hatte bei den Filmfestspielen von Cannes 2010 den Großen Preis der Jury sowie 2011 den französischen Prix Lumières gewonnen. Neben dem erhaltenen Kritikerlob galt Von Menschen und Göttern mit mehr als 3,2 Mio. Besuchern in Frankreich auch als kommerziell erfolgreich, war aber als Frankreichs Kandidat auf den Auslandsoscar 2011 nicht in die engere Auswahl gelangt.
Ebenfalls zum erweiterten Favoritenkreis zählten Roman Polańskis Der Ghostwriter und Joann Sfars Gainsbourg – Der Mann, der die Frauen liebte mit je acht Nominierungen. Polańskis englischsprachiger Film stellt einen Ghostwriter (gespielt von Ewan McGregor) in den Mittelpunkt, der die Memoiren eines ehemaligen britischen Premierministers (Pierce Brosnan) überarbeitet und dabei auf Ungereimtheiten stößt. Die europäische Koproduktion, die auf dem gleichnamigen Roman von Robert Harris basiert, hatte 2010 im Rahmen der 60. Internationalen Filmfestspiele von Berlin den Regiepreis sowie den Europäischen Filmpreis gewonnen. Bei der César-Verleihung avancierte Der Ghostwriter mit vier Preisen zum erfolgreichsten Film des Abends. Polański erhielt zum dritten Mal nach 1980 (Tess) und 2003 (Der Pianist) den Regiepreis, so oft wie kein anderer Filmemacher. Hinzu kamen Auszeichnungen für das beste adaptierte Drehbuch, Filmmusik und Schnitt. Sfar widmete sich in seinem Spielfilmdebüt der Biografie des Künstlers, Musikers und Lebemanns Serge Gainsbourg, der in den Kategorien bester Erstlingsfilm und Schnitt triumphierte. Éric Elmosnino gewann für die Titelrolle den César als bester Hauptdarsteller. Das Feld in der Kategorie Bester Film wurde durch die Komödien Tournée (Regiepreis in Cannes, 6 Nominierungen, kein Sieg), Der Auftragslover (5 Nominierungen, kein Sieg), Der Name der Leute (4 Nominierungen, zwei Erfolge) sowie das Drama Mammuth (3 Nominierungen, kein Sieg) ergänzt. Trotz sieben Nominierungen war Bertrand Taverniers Historienfilm Die Prinzessin von Montpensier  eine Nominierung in dieser Kategorie verwehrt geblieben. Der Regisseur verfilmte den gleichnamigen Roman von Madame de Lafayette mit Mélanie Thierry in der Titelrolle und gewann für die besten Kostüme. Für den Regiepreis hatten neben dem späteren Sieger Polański, Beauvois und Bertrand Blier auch Mathieu Amalric (Tournée) und Olivier Assayas (Carlos – Der Schakal) Berücksichtigung gefunden.
Gérard Depardieu hatte für seine Hauptrolle als Mammuth seine 16. César-Nominierung erhalten. Er musste sich aber gemeinsam mit Romain Duris (Der Auftragslover), Jacques Gamblin (Der Name der Leute) und Lambert Wilson (Von Menschen und Göttern) Éric Elmosnino (Gainsbourg – Der Mann, der die Frauen liebte) geschlagen geben. In der Kategorie Beste Hauptdarstellerin war Catherine Deneuve für ihre Titelrolle in François Ozons Komödie Das Schmuckstück zum zehnten Mal berücksichtigt worden. Sie traf gemeinsam mit Isabelle Carré (Les Émotifs anonymes), Charlotte Gainsbourg (The Tree) und der britischen Prix-Lumière-Gewinnerin Kristin Scott Thomas (Elle s’appelait Sarah) auf Sara Forestier (Der Name der Leute), die ausgezeichnet wurde. In Michel Leclercs Komödie, die mit einem weiteren Drehbuchpreis ausgezeichnet wurde, spielt Forestier eine Politaktivistin, die sich leidenschaftlich dem Kampf für Randgruppen verschrieben hat. Gleichzeitig schläft die junge und attraktive Frau mit politisch rechts stehenden Männern, um sie ideologisch umzudrehen.
Im Vorfeld von der über 4000 Mitglieder zählenden Académie des Arts et Techniques du Cinéma kaum berücksichtigt worden war Guillaume Canets Tragikomödie Kleine wahre Lügen. Der Film über eine Gruppe von Freunden (gespielt von unter anderem François Cluzet, Marion Cotillard und Benoît Magimel), die sich nach einem erschütternden Ereignis zu einem gemeinsamen Urlaub am Meer entschließen, erhielt zwei Nominierungen für die beiden Nebendarsteller Valérie Bonneton und Gilles Lellouche, blieb aber unprämiert. In Frankreich hatte die Produktion über 5,2 Mio. Kinobesucher verzeichnet und war damit der erfolgreichste französische Film. Die Tageszeitung Le Figaro hatte unter den nominierten Filmen und Künstlern wenige Überraschungen bemerkt und – wie auch der Online-Dienst von Libération – auf das Fehlen von Fabien Ontenientes Komödie Camping 2 hingewiesen, die 3,9 Mio. Besucher in die Kinos gelockt hatte. Unberücksichtigt geblieben waren auch Raúl Ruiz’ internationale Koproduktion Die Geheimnisse von Lissabon, die 2010 den Louis-Delluc-Preis gewonnen hatte sowie Abbas Kiarostamis Liebesfilm Copie conforme, für den Hauptdarstellerin Juliette Binoche 2010 in Cannes den Darstellerpreis erhalten hatte. Ajourd’hui en France hatte bemerkt, dass Komödien dennoch gut vertreten wären und auf die berücksichtigten Produktionen Der Auftragslover, Tout ce qui brille sowie die Nominierungen der Darstellerinnen Deneuve, Carré und Forestier hingewiesen.
Neu eingeführt wurde eine Kategorie für den Besten Animationsfilm, in der der Oscar-prämierte Kurzfilm Logorama auf Luc Bessons Arthur et la Guerre des deux mondes, L’Homme à la Gordini von Jean-Christophe Lie, Jean-Loup Feliciolis Une vie de chat und den späteren Sieger – den Golden-Globe- und Oscar-nominierten Beitrag  L’Illusioniste von Sylvain Chomet – traf. Erstmals war auch ein Technikpreis („Trophée César & Techniques“) separat vergeben worden. Bei der Verleihung am 10. Januar 2011 erhielt die Auszeichnung die Firma Archipel Production, die am Schnitt von Pierre Salvadoris De vrais mensonges sowie Copie conforme beteiligt gewesen war. Ein Film („Révélations 2011“) über die 32 vorausgewählten Nachwuchsdarsteller (je 16 Frauen und Männer) war von der US-amerikanischen Regisseurin Zoe Cassavetes am 17. Januar 2011 in Paris vorgestellt worden, wobei bekannte Künstler wie Nicole Garcia, Lou Doillon, Emmanuelle Devos oder Cédric Klapisch Patenschaften übernahmen.
In der Kategorie Bester ausländischer Film erhielten die bei der Oscarverleihung 2010 preisgekrönten beziehungsweise nominierten Beiträge Bright Star (Neuseeland), In ihren Augen (Argentinien) und Invictus – Unbezwungen (USA) Nennungen. Neben Les Amours imaginaires (Kanada) und Illégal (Belgien) wurden die für die Oscarverleihung 2011 favorisierten Beiträge Inception und The Social Network (Golden Globe Award 2011) nominiert. The Social Network gewann den Preis.
Als einziger deutscher Künstler hatte der Szenenbildner Albrecht Konrad (Der Ghostwriter) eine Nominierung erhalten.

## Preisträger und Nominierungen
| Film                                         | Nominierungen | Siege |
| -------------------------------------------- | ------------- | ----- |
| Von Menschen und Göttern                     | 11            | 3     |
| Gainsbourg – Der Mann, der die Frauen liebte | 8             | 3     |
| Der Ghostwriter                              | 8             | 4     |
| Die Prinzessin von Montpensier               | 7             | 1     |
| Tournée                                      | 6             | 0     |
| Der Auftragslover                            | 5             | 0     |
| Der Name der Leute                           | 4             | 2     |
| Das Schmuckstück                             | 4             | 0     |
| The Tree                                     | 3             | 0     |
| Carlos – Der Schakal                         | 3             | 1     |
| Mammuth                                      | 3             | 0     |
| Der Klang von Eiswürfeln                     | 3             | 1     |
| Tout ce qui brille                           | 3             | 1     |
| Unsere Ozeane                                | 3             | 1     |
| Adèle und das Geheimnis des Pharaos          | 2             | 1     |
| Bus Palladium                                | 2             | 0     |
| D’amour et d’eau fraîche                     | 2             | 0     |
| Kleine wahre Lügen                           | 2             | 0     |
| Logorama                                     | 2             | 1     |
| Nachtblende                                  | 2             | 0     |

### Bester Film („Meilleur film“)
präsentiert von Jodie Foster
Von Menschen und Göttern (Des hommes et des dieux) – Regie: Xavier Beauvois
- Der Auftragslover (L’Arnacœur) – Regie: Pascal Chaumeil
- Gainsbourg – Der Mann, der die Frauen liebte (Gainsbourg (Vie héroïque)) – Regie: Joann Sfar
- Der Ghostwriter (The Ghost Writer) – Regie: Roman Polański
- Mammuth – Regie: Benoît Delépine und Gustave Kervern
- Der Name der Leute (Le Nom des gens) – Regie: Michel Leclerc
- Tournée – Regie: Mathieu Amalric

### Beste Regie („Meilleur réalisateur“)
präsentiert von Nathalie Baye
Roman Polański – Der Ghostwriter (The Ghost Writer)
- Mathieu Amalric – Tournée
- Olivier Assayas – Carlos – Der Schakal (Carlos)
- Xavier Beauvois – Von Menschen und Göttern (Des hommes et des dieux)
- Bertrand Blier – Der Klang von Eiswürfeln (Le bruit des glaçons)

### Beste Hauptdarstellerin („Meilleure actrice“)
präsentiert von François Cluzet
Sara Forestier – Der Name der Leute (Le Nom des gens)
- Isabelle Carré – Die anonymen Romantiker (Les Émotifs anonymes)
- Catherine Deneuve  – Das Schmuckstück (Potiche)
- Charlotte Gainsbourg – The Tree (L’Arbre)
- Kristin Scott Thomas – Sarahs Schlüssel (Elle s’appelait Sarah)

### Bester Hauptdarsteller („Meilleur acteur“)
präsentiert von Valérie Lemercier
Éric Elmosnino – Gainsbourg – Der Mann, der die Frauen liebte (Gainsbourg (Vie héroïque))
- Gérard Depardieu – Mammuth
- Romain Duris – Der Auftragslover (L’Arnacœur)
- Jacques Gamblin – Der Name der Leute (Le Nom des gens)
- Lambert Wilson – Von Menschen und Göttern (Des hommes et des dieux)

### Beste Nebendarstellerin („Meilleure actrice dans un second rôle“)
präsentiert von Guillaume Gallienne
Anne Alvaro – Der Klang von Eiswürfeln (Le Bruit des glaçons)
- Laetitia Casta – Gainsbourg – Der Mann, der die Frauen liebte (Gainsbourg (Vie héroïque))
- Valérie Bonneton – Kleine wahre Lügen (Les Petits Mouchoirs)
- Julie Ferrier – Der Auftragslover (L’Arnacœur)
- Karin Viard – Das Schmuckstück (Potiche)

### Bester Nebendarsteller („Meilleur acteur dans un second rôle“)
präsentiert von Mélanie Thierry
Michael Lonsdale – Von Menschen und Göttern (Des hommes et des dieux)
- Niels Arestrup – Nachtblende (L’Homme qui voulait vivre sa vie)
- François Damiens – Der Auftragslover (L’Arnacœur)
- Gilles Lellouche – Kleine wahre Lügen (Les Petits Mouchoirs)
- Olivier Rabourdin – Von Menschen und Göttern (Des hommes et des dieux)

### Beste Nachwuchsdarstellerin („Meilleur espoir féminin“)
präsentiert von Pascal Elbé
Leïla Bekhti – Tout ce qui brille
- Anaïs Demoustier – D’amour et d’eau fraîche
- Audrey Lamy – Tout ce qui brille
- Léa Seydoux – Belle Épine
- Yahima Torres – Vénus noire

### Bester Nachwuchsdarsteller („Meilleur espoir masculin“)
präsentiert von Emmanuelle Seigner
Édgar Ramírez – Carlos – Der Schakal (Carlos)
- Arthur Dupont – Bus Palladium
- Grégoire Leprince-Ringuet – Die Prinzessin von Montpensier (La Princesse de Montpensier)
- Pio Marmaï – D’amour et d’eau fraîche
- Raphaël Personnaz – Die Prinzessin von Montpensier (La Princesse de Montpensier)

### Beste Kamera („Meilleure photographie“)
Caroline Champetier – Von Menschen und Göttern (Des hommes et des dieux)
- Christophe Beaucarne – Tournée
- Paweł Edelman – Der Ghostwriter (The Ghost Writer)
- Bruno Keyzer – Die Prinzessin von Montpensier (La Princesse de Montpensier)
- Guillaume Schiffman – Gainsbourg – Der Mann, der die Frauen liebte (Gainsbourg (Vie héroïque))

### Bester Schnitt („Meilleur montage“)
präsentiert von Elsa Zylberstein und Vincent Pérez
Hervé de Luze – Der Ghostwriter (The Ghost Writer)
- Luc Barnier – Carlos – Der Schakal (Carlos)
- Annette Dutertre – Tournée
- Marie-Julie Maille – Von Menschen und Göttern (Des hommes et des dieux)
- Maryline Monthieux – Gainsbourg – Der Mann, der die Frauen liebte (Gainsbourg (Vie héroïque))

### Bestes Originaldrehbuch („Meilleur scénario original“)
Baya Kasmi und Michel Leclerc – Der Name der Leute (Le Nom des gens)
- Mathieu Amalric, Marcello Novais Teles und Philippe di Folco – Tournée
- Xavier Beauvois – Von Menschen und Göttern (Des hommes et des dieux)
- Bertrand Blier – Der Klang von Eiswürfeln (Le Bruit des glaçons)
- Gustave Kervern – Mammuth

### Bestes adaptiertes Drehbuch („Meilleure adaptation“)
Robert Harris und Roman Polański – Der Ghostwriter (The Ghost Writer)
- Julie Bertuccelli – The Tree (L’Arbre)
- Éric Lartigau und Laurent de Bartillat – Nachtblende (L’Homme qui voulait vivre sa vie)
- François Ozon – Das Schmuckstück (Potiche)
- Bertrand Tavernier, Jean Cosmos und François-Olivier Rousseau – Die Prinzessin von Montpensier (La Princesse de Montpensier)

### Beste Filmmusik („Meilleure musique“)
Alexandre Desplat – Der Ghostwriter (The Ghost Writer)
- Bruno Coulais – Unsere Ozeane (Océans)
- Grégoire Hetzel – The Tree (L’Arbre)
- Delphine Montoulet und Tony Gatlif – Liberté
- Yarol Poupaud – Bus Palladium
- Philippe Sarde – Die Prinzessin von Montpensier (La Princesse de Montpensier)

### Bester Ton („Meilleur son“)
präsentiert von Elsa Zylberstein und Vincent Pérez
Daniel Sobrino, Jean Goudier und Cyril Holtz – Gainsbourg – Der Mann, der die Frauen liebte (Gainsbourg (Vie héroïque))
- Philippe Barbeau, Jérôme Wiciak, und Florent Lavallée – Unsere Ozeane (Océans)
- Jean-Marie Bondel, Thomas Desjonqueres und Dean Humphreys – Der Ghostwriter (The Ghost Writer)
- Jean-Jacques Ferrand, Vincent Guillon und Éric Bonnard – Von Menschen und Göttern (Des hommes et des dieux)
- Olivier Meauvezin, Séverin Favriau und Stéphane Thiebaut – Tournée

### Bestes Szenenbild („Meilleurs décors“)
präsentiert von den Darstellerinnen des Films Tournée
Hugues Tissandier – Adèle und das Geheimnis des Pharaos (Les Aventures extraordinaires d’Adèle Blanc-Sec)
- Michel Barthélémy – Von Menschen und Göttern (Des hommes et des dieux)
- Guy-Claude François – Die Prinzessin von Montpensier (La Princesse de Montpensier)
- Albrecht Konrad – Der Ghostwriter (The Ghost Writer)
- Christian Marti – Gainsbourg – Der Mann, der die Frauen liebte (Gainsbourg (Vie héroïque))

### Beste Kostüme („Meilleurs costumes“)
präsentiert von Elisa Sednaoui
Caroline de Vivaise – Die Prinzessin von Montpensier (La Princesse de Montpensier)
- Olivier Bériot – Adèle und das Geheimnis des Pharaos (Les Aventures extraordinaires d’Adèle Blanc-Sec)
- Pascaline Chavanne – Das Schmuckstück (Potiche)
- Alicia Crisp-Jones – Tournée
- Marielle Robaut – Von Menschen und Göttern (Des hommes et des dieux)

### Bester Erstlingsfilm („Meilleur premier film“)
präsentiert von Roman Polański
Gainsbourg – Der Mann, der die Frauen liebte (Gainsbourg (Vie héroïque)) – Regie: Joann Sfar
- Der Auftragslover (L’Arnacœur) – Regie: Pascal Chaumeil
- Simon Werner fehlt (Simon Werner a disparu …) – Regie: Fabrice Gobert
- Tête de turc – Regie: Pascal Elbé
- Tout ce qui brille – Regie: Géraldine Nakache und Hervé Mimran

### Bester Animationsfilm („Meilleur film d’animation“)
präsentiert von Élie Semoun
L’Illusionniste – Regie: Sylvain Chomet
- Arthur et la Guerre des deux mondes – Regie: Luc Besson
- L’Homme à la Gordini – Regie: Jean-Christophe Lie
- Logorama – Regie: H5
- Une vie de chat – Regie: Jean-Loup de Felicioli

### Bester Dokumentarfilm („Meilleur film documentaire“)
präsentiert von Jean-Paul Rouve und seiner Mutter Myriam
Unsere Ozeane (Océans) – Regie: Jacques Perrin
- Benda Bilili! – Regie: Florent de La Tullaye
- Cleveland vs Wall Street – Regie: Jean-Stéphane Bron
- Entre nos mains – Regie: Marianne Otero
- Yves St Laurent Pierre Bergé, l’amour fou – Regie: Pierre Thoretton

### Bester Kurzfilm („Meilleur court-métrage“)
präsentiert von François Damiens
Logorama – Regie: H5
- Petit Tailleur – Regie: Louis Garrel
- Une pute et un poussin – Regie: Clément Michel
- Monsieur L’Abbé – Regie: Blandine Lenoir
- Un transport en commun – Regie: Dyana Gaye

### Bester ausländischer Film („Meilleur film étranger“)
präsentiert von Virginie Efira und Tomer Sisley
The Social Network, USA – Regie: David Fincher
- Inception, USA – Regie: Christopher Nolan
- Invictus – Unbezwungen (Invictus), USA – Regie: Clint Eastwood
- Bright Star, Neuseeland – Regie: Jane Campion
- Herzensbrecher (Les Amours imaginaires), Kanada – Regie: Xavier Dolan
- In ihren Augen (El secreto de sus ojos), Argentinien – Regie: Juan José Campanella
- Illegal (Illégal), Belgien – Regie: Olivier Masset-Depasse

## Ehrenpreis („César d’honneur“)
präsentiert von Diane Kruger und Christoph Waltz
Quentin Tarantino – US-amerikanischer Regisseur und Drehbuchautor